# Coupe de France de rugby à XV 1946-1947
Navigation
Coupe de France 1945-1946 Coupe de France 1947-1948
L'édition 1946-1947 de la coupe de France est la 11e édition de la coupe de France de rugby à XV. Grâce à sa victoire, Toulouse réalise le doublé, championnat et coupe de France.

## Phase finale

### Tableau final
|  | Huitièmes de finale        | Huitièmes de finale     | Huitièmes de finale     | Huitièmes de finale     |                  |                  | Quarts de finale      | Quarts de finale      | Quarts de finale      | Quarts de finale      |  |  | Demi-finales       | Demi-finales       | Demi-finales       | Demi-finales       |  |  | Finale                | Finale                | Finale                | Finale                |
|  |                            |                         |                         |                         |                  |                  |                       |                       |                       |                       |  |  |                    |                    |                    |                    |  |  |                       |                       |                       |                       |
|  | 27 avril 1947, Narbonne    | 27 avril 1947, Narbonne | 27 avril 1947, Narbonne | 27 avril 1947, Narbonne |                  |                  | 4 mai 1947, Perpignan | 4 mai 1947, Perpignan | 4 mai 1947, Perpignan | 4 mai 1947, Perpignan |  |  | 10 mai 1947, Paris | 10 mai 1947, Paris | 10 mai 1947, Paris | 10 mai 1947, Paris |  |  | 17 mai 1947, Bordeaux | 17 mai 1947, Bordeaux | 17 mai 1947, Bordeaux | 17 mai 1947, Bordeaux |
|  | Stade toulousain           |                         |                         |                         |                  |                  | 4 mai 1947, Perpignan | 4 mai 1947, Perpignan | 4 mai 1947, Perpignan | 4 mai 1947, Perpignan |  |  | 10 mai 1947, Paris | 10 mai 1947, Paris | 10 mai 1947, Paris | 10 mai 1947, Paris |  |  | 17 mai 1947, Bordeaux | 17 mai 1947, Bordeaux | 17 mai 1947, Bordeaux | 17 mai 1947, Bordeaux |
|  |                            |                         |                         |                         |                  |                  | 4 mai 1947, Perpignan | 4 mai 1947, Perpignan | 4 mai 1947, Perpignan | 4 mai 1947, Perpignan |  |  | 10 mai 1947, Paris | 10 mai 1947, Paris | 10 mai 1947, Paris | 10 mai 1947, Paris |  |  | 17 mai 1947, Bordeaux | 17 mai 1947, Bordeaux | 17 mai 1947, Bordeaux | 17 mai 1947, Bordeaux |
|  | SO Chambéry                | SO Chambéry             | Forfait                 | Forfait                 |                  |                  | 4 mai 1947, Perpignan | 4 mai 1947, Perpignan | 4 mai 1947, Perpignan | 4 mai 1947, Perpignan |  |  | 10 mai 1947, Paris | 10 mai 1947, Paris | 10 mai 1947, Paris | 10 mai 1947, Paris |  |  | 17 mai 1947, Bordeaux | 17 mai 1947, Bordeaux | 17 mai 1947, Bordeaux | 17 mai 1947, Bordeaux |
|  | SO Chambéry                | SO Chambéry             | Forfait                 | Forfait                 | Stade toulousain | Stade toulousain | 21                    | 21                    |                       |                       |  |  | 10 mai 1947, Paris | 10 mai 1947, Paris | 10 mai 1947, Paris | 10 mai 1947, Paris |  |  | 17 mai 1947, Bordeaux | 17 mai 1947, Bordeaux | 17 mai 1947, Bordeaux | 17 mai 1947, Bordeaux |
|  | 27 avril 1947, Vienne      |                         |                         |                         | Stade toulousain | Stade toulousain | 21                    | 21                    |                       |                       |  |  | 10 mai 1947, Paris | 10 mai 1947, Paris | 10 mai 1947, Paris | 10 mai 1947, Paris |  |  | 17 mai 1947, Bordeaux | 17 mai 1947, Bordeaux | 17 mai 1947, Bordeaux | 17 mai 1947, Bordeaux |
|  |                            |                         | AS Béziers              | AS Béziers              | 9                | 9                |                       |                       |                       |                       |  |  | 10 mai 1947, Paris | 10 mai 1947, Paris | 10 mai 1947, Paris | 10 mai 1947, Paris |  |  | 17 mai 1947, Bordeaux | 17 mai 1947, Bordeaux | 17 mai 1947, Bordeaux | 17 mai 1947, Bordeaux |
|  | AS Béziers                 | AS Béziers              | AS Béziers              | AS Béziers              | 9                | 9                | 21                    | 21                    |                       |                       |  |  | 10 mai 1947, Paris | 10 mai 1947, Paris | 10 mai 1947, Paris | 10 mai 1947, Paris |  |  | 17 mai 1947, Bordeaux | 17 mai 1947, Bordeaux | 17 mai 1947, Bordeaux | 17 mai 1947, Bordeaux |
|  | AS Béziers                 | AS Béziers              | 4 mai 1947, Narbonne    |                         |                  |                  | 21                    | 21                    |                       |                       |  |  | 10 mai 1947, Paris | 10 mai 1947, Paris | 10 mai 1947, Paris | 10 mai 1947, Paris |  |  | 17 mai 1947, Bordeaux | 17 mai 1947, Bordeaux | 17 mai 1947, Bordeaux | 17 mai 1947, Bordeaux |
|  | P.U.C.                     | P.U.C.                  | 5                       | 5                       |                  |                  |                       |                       |                       |                       |  |  | 10 mai 1947, Paris | 10 mai 1947, Paris | 10 mai 1947, Paris | 10 mai 1947, Paris |  |  | 17 mai 1947, Bordeaux | 17 mai 1947, Bordeaux | 17 mai 1947, Bordeaux | 17 mai 1947, Bordeaux |
|  | P.U.C.                     | P.U.C.                  | 5                       | 5                       | Stade toulousain | Stade toulousain | 11                    | 11                    |                       |                       |  |  |                    |                    |                    |                    |  |  | 17 mai 1947, Bordeaux | 17 mai 1947, Bordeaux | 17 mai 1947, Bordeaux | 17 mai 1947, Bordeaux |
|  | 27 avril 1947, Bordeaux    |                         |                         |                         | Stade toulousain | Stade toulousain | 11                    | 11                    |                       |                       |  |  |                    |                    |                    |                    |  |  | 17 mai 1947, Bordeaux | 17 mai 1947, Bordeaux | 17 mai 1947, Bordeaux | 17 mai 1947, Bordeaux |
|  |                            |                         | Section paloise         | Section paloise         | 3                | 3                |                       |                       |                       |                       |  |  |                    |                    |                    |                    |  |  | 17 mai 1947, Bordeaux | 17 mai 1947, Bordeaux | 17 mai 1947, Bordeaux | 17 mai 1947, Bordeaux |
|  | Section paloise            | Section paloise         | Section paloise         | Section paloise         | 3                | 3                | 25                    | 25                    |                       |                       |  |  |                    |                    |                    |                    |  |  | 17 mai 1947, Bordeaux | 17 mai 1947, Bordeaux | 17 mai 1947, Bordeaux | 17 mai 1947, Bordeaux |
|  | Section paloise            | Section paloise         | 11 mai 1947, Toulouse   |                         |                  |                  | 25                    | 25                    |                       |                       |  |  |                    |                    |                    |                    |  |  | 17 mai 1947, Bordeaux | 17 mai 1947, Bordeaux | 17 mai 1947, Bordeaux | 17 mai 1947, Bordeaux |
|  | Castres olympique          | Castres olympique       | 12                      | 12                      |                  |                  |                       |                       |                       |                       |  |  |                    |                    |                    |                    |  |  | 17 mai 1947, Bordeaux | 17 mai 1947, Bordeaux | 17 mai 1947, Bordeaux | 17 mai 1947, Bordeaux |
|  | Castres olympique          | Castres olympique       | 12                      | 12                      | Section paloise  | Section paloise  | 14                    | 14                    |                       |                       |  |  |                    |                    |                    |                    |  |  | 17 mai 1947, Bordeaux | 17 mai 1947, Bordeaux | 17 mai 1947, Bordeaux | 17 mai 1947, Bordeaux |
|  | 27 avril 1947, Toulon      |                         |                         |                         | Section paloise  | Section paloise  | 14                    | 14                    |                       |                       |  |  |                    |                    |                    |                    |  |  | 17 mai 1947, Bordeaux | 17 mai 1947, Bordeaux | 17 mai 1947, Bordeaux | 17 mai 1947, Bordeaux |
|  |                            |                         | US Romans               | US Romans               | 3                | 3                |                       |                       |                       |                       |  |  |                    |                    |                    |                    |  |  | 17 mai 1947, Bordeaux | 17 mai 1947, Bordeaux | 17 mai 1947, Bordeaux | 17 mai 1947, Bordeaux |
|  | US Romans                  | US Romans               | US Romans               | US Romans               | 3                | 3                | 16                    | 16                    |                       |                       |  |  |                    |                    |                    |                    |  |  | 17 mai 1947, Bordeaux | 17 mai 1947, Bordeaux | 17 mai 1947, Bordeaux | 17 mai 1947, Bordeaux |
|  | US Romans                  | US Romans               | 4 mai 1947, Decazeville |                         |                  |                  | 16                    | 16                    |                       |                       |  |  |                    |                    |                    |                    |  |  | 17 mai 1947, Bordeaux | 17 mai 1947, Bordeaux | 17 mai 1947, Bordeaux | 17 mai 1947, Bordeaux |
|  | FC Auch                    | FC Auch                 | 7                       | 7                       |                  |                  |                       |                       |                       |                       |  |  |                    |                    |                    |                    |  |  | 17 mai 1947, Bordeaux | 17 mai 1947, Bordeaux | 17 mai 1947, Bordeaux | 17 mai 1947, Bordeaux |
|  | FC Auch                    | FC Auch                 | 7                       | 7                       | Stade toulousain | Stade toulousain | 14                    | 14                    |                       |                       |  |  |                    |                    |                    |                    |  |  |                       |                       |                       |                       |
|  | 27 avril 1947, Givors      |                         |                         |                         | Stade toulousain | Stade toulousain | 14                    | 14                    |                       |                       |  |  |                    |                    |                    |                    |  |  |                       |                       |                       |                       |
|  |                            |                         | AS Montferrand          | AS Montferrand          | 11               | 11               |                       |                       |                       |                       |  |  |                    |                    |                    |                    |  |  |                       |                       |                       |                       |
|  | AS Montferrand             | AS Montferrand          | AS Montferrand          | AS Montferrand          | 11               | 11               | 39                    | 39                    |                       |                       |  |  |                    |                    |                    |                    |  |  |                       |                       |                       |                       |
|  | AS Montferrand             | AS Montferrand          |                         |                         |                  |                  |                       | 39                    |                       |                       |  |  |                    |                    |                    |                    |  |  |                       |                       |                       |                       |
|  | SO Givors                  | SO Givors               | 11                      | 11                      |                  |                  |                       |                       |                       |                       |  |  |                    |                    |                    |                    |  |  |                       |                       |                       |                       |
|  | SO Givors                  | SO Givors               | 11                      | 11                      | AS Montferrand   | AS Montferrand   | 8                     | 8                     |                       |                       |  |  |                    |                    |                    |                    |  |  |                       |                       |                       |                       |
|  | 27 avril 1947, Decazeville |                         |                         |                         | AS Montferrand   | AS Montferrand   | 8                     | 8                     |                       |                       |  |  |                    |                    |                    |                    |  |  |                       |                       |                       |                       |
|  |                            |                         | SU Agen                 | SU Agen                 | 6                | 6                |                       |                       |                       |                       |  |  |                    |                    |                    |                    |  |  |                       |                       |                       |                       |
|  | SU Agen                    | SU Agen                 | SU Agen                 | SU Agen                 | 6                | 6                | 30                    | 30                    |                       |                       |  |  |                    |                    |                    |                    |  |  |                       |                       |                       |                       |
|  | SU Agen                    | SU Agen                 | 4 mai 1947, Pau         |                         |                  |                  | 30                    | 30                    |                       |                       |  |  |                    |                    |                    |                    |  |  |                       |                       |                       |                       |
|  | Stade Port-Vendrais        | Stade Port-Vendrais     | 12                      | 12                      |                  |                  |                       |                       |                       |                       |  |  |                    |                    |                    |                    |  |  |                       |                       |                       |                       |
|  | Stade Port-Vendrais        | Stade Port-Vendrais     | 12                      | 12                      | AS Montferrand   | AS Montferrand   | 20                    | 20                    |                       |                       |  |  |                    |                    |                    |                    |  |  |                       |                       |                       |                       |
|  | 27 avril 1947, Toulouse    |                         |                         |                         | AS Montferrand   | AS Montferrand   | 20                    | 20                    |                       |                       |  |  |                    |                    |                    |                    |  |  |                       |                       |                       |                       |
|  |                            |                         | FC Lourdes              | FC Lourdes              | 9                | 9                |                       |                       |                       |                       |  |  |                    |                    |                    |                    |  |  |                       |                       |                       |                       |
|  | FC Lourdes                 | FC Lourdes              | FC Lourdes              | FC Lourdes              | 9                | 9                | 13                    | 13                    |                       |                       |  |  |                    |                    |                    |                    |  |  |                       |                       |                       |                       |
|  | FC Lourdes                 | FC Lourdes              |                         |                         |                  |                  |                       | 13                    |                       |                       |  |  |                    |                    |                    |                    |  |  |                       |                       |                       |                       |
|  | US Carmaux                 | US Carmaux              | 3                       | 3                       |                  |                  |                       |                       |                       |                       |  |  |                    |                    |                    |                    |  |  |                       |                       |                       |                       |
|  | US Carmaux                 | US Carmaux              | 3                       | 3                       | FC Lourdes       | FC Lourdes       | 9                     | 9                     |                       |                       |  |  |                    |                    |                    |                    |  |  |                       |                       |                       |                       |
|  | 27 avril 1947, Biarritz    |                         |                         |                         | FC Lourdes       | FC Lourdes       | 9                     | 9                     |                       |                       |  |  |                    |                    |                    |                    |  |  |                       |                       |                       |                       |
|  |                            |                         | US Tyrosse              | US Tyrosse              | 8                | 8                |                       |                       |                       |                       |  |  |                    |                    |                    |                    |  |  |                       |                       |                       |                       |
|  | US Tyrosse                 | US Tyrosse              | US Tyrosse              | US Tyrosse              | 8                | 8                | 12                    | 12                    |                       |                       |  |  |                    |                    |                    |                    |  |  |                       |                       |                       |                       |
|  | US Tyrosse                 | US Tyrosse              |                         |                         |                  |                  |                       | 12                    |                       |                       |  |  |                    |                    |                    |                    |  |  |                       |                       |                       |                       |
|  | AS Soustons                | AS Soustons             | 3                       | 3                       |                  |                  |                       |                       |                       |                       |  |  |                    |                    |                    |                    |  |  |                       |                       |                       |                       |
|  | AS Soustons                | AS Soustons             | 3                       | 3                       |                  |                  |                       |                       |                       |                       |  |  |                    |                    |                    |                    |  |  |                       |                       |                       |                       |
|  |                            |                         |                         |                         |                  |                  |                       |                       |                       |                       |  |  |                    |                    |                    |                    |  |  |                       |                       |                       |                       |

### Finale
| 17 mai 1947 | Stade toulousain                                                                   | 14 - 11, (5 - 3) | AS Montferrand                                                                                   | Parc Lescure, Bordeaux 14 250 spectateurs Arbitre : M. Pariès |
| 17 mai 1947 | Essai(s) : 2 Vidal (24e), Fabre (53e) Drop(s) : 2 Gaussens (56e), Bergougnan (77e) |                  | Essai(s) : 1 Tridot (33e) Transformation(s) : 1 Fournet (33e) Pénalité(s) : 2 Fournet (60e, 66e) | Parc Lescure, Bordeaux 14 250 spectateurs Arbitre : M. Pariès |
| 17 mai 1947 |                                                                                    |                  |                                                                                                  | Parc Lescure, Bordeaux 14 250 spectateurs Arbitre : M. Pariès |

| Stade toulousain Titulaires André Melet 15 Henri Dutrain 14 André Brouat 13 Pierre Gaussens 12 Jean Lassègue 11 Roger Baqué 10 Yves Bergougnan 9 Albert Caraguel 8 Yves Noé 7 Robert Barran 6 Jean Gaulène 5 Émile Fabre 4 Jacques Larzabal 3 Félix Lopez 2 F. Vidal 1 Entraîneur Roger Piteu |  |  |  | AS Montferrand Titulaires 15 François Sales 14 Maurice Siman 13 Noël Baudry 12 Jean Chassagne 11 Jean Tridot 10 Franck Fournet 9 René Coton 8 André Champlot 7 Georges Degironde 6 Camille Courteix 5 Marcel Pujol 4 Jean Valleix 3 Roger Paul 2 Jean Lajarrige 1 Louis Gibert Entraîneur André Francquenelle |